# Ungarische Badminton-Mannschaftsmeisterschaft 1997
Die Ungarische Badminton-Mannschaftsmeisterschaft 1997 war die 29. Auflage des Teamwettstreits in Ungarn. Es wurde ein Wettbewerb für gemischte Mannschaften ausgetragen. Meister wurde das Team von Tollaslabda Club Debrecen.

## Endstand
| Platz | Mannschaft |
| ----- | --- |
| 1.    | Tollaslabda Club Debrecen (Richárd Bánhidi, Levente Csiszér, Attila Karika, Viktor Cséti, Ákos Károlyi, Tamás Hódos, Gábor Papp, Gyula Szőke, Csilla Fórián, Kinga Karácsony, Adrienn Kocsis, Zita Batár, Andrea Kocsis, Zsófia Tóth) |
| 2.    | Honvéd Zrínyi SE |
| 3.    | Rosco SE |
| 4.    | BEAC |
| 5.    | Nyíregyházi VSC |
| 6.    | Gyöngyösoroszi SK |